# 小近狂蛛
小近狂蛛（学名：Drassyllus pusillus）为平腹蛛科近狂蛛属的动物。分布于欧洲、俄罗斯、不丹以及中国大陆的新疆、陕西、河南等地，主要栖息于草丛。该物种的模式产地在欧洲。